# 디젠티스/무슈테역
디젠티스/무슈테역(독일어: Disentis/Mustér)은 브리크에서 안데르마트를 경유하는 마터호른 고트하르트 철도 노선의 동쪽 종점이며, 란트콰르트에서 쿠어와 라이헤나우-타민스를 경유하는 래티셰 철도 노선의 서쪽 종점이다. 역은 스위스 그라우뷘덴주의 디젠티스/무슈테 마을과 시정촌의 강의 남쪽 강둑에 있다.

## 레이아웃
역에는 전체 캐노피 아래에 위치한 측면 플랫폼과 섬 플랫폼이 제공하는 3개의 플랫폼 트랙이 있다. 역 건물은 노선의 북쪽에 있으며 측면 승강장으로 바로 연결되며 섬 승강장은 보행자 지하철을 통해 접근할 수 있다. 섬 플랫폼의 남쪽에는 여러 개의 추가 통과 트랙이 있으며, 역 양쪽에 사이딩이 있다.

## 운행편
역에는 란트콰르트와 쿠어를 통해 스쿠올-타라스프를 오가는 래티셰 철도 열차와 안데르마트까지 매시간 열차를 제공하는 마터호른 고트하르트 철도 지역 열차가 있다. 이 두 서비스는 디젠티스/무쉬떼역에서 연결된다. 하루에 여러 번 공동운영하는 빙하특급 열차가 체르마트와 생모리츠 사이의 관광 중심 서비스로 역에 정차한다.

## 갤러리

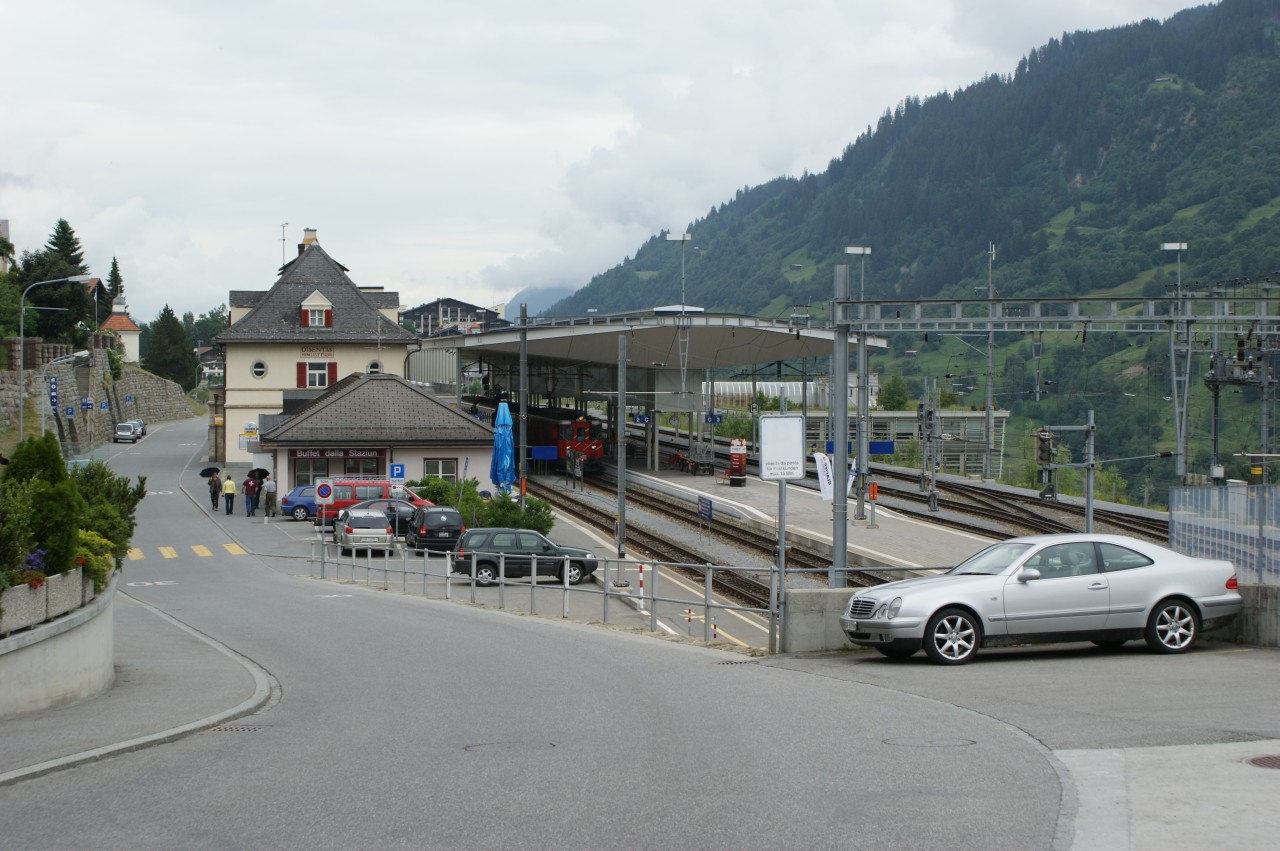
승강장 왼쪽에 역 건물이 보인다.
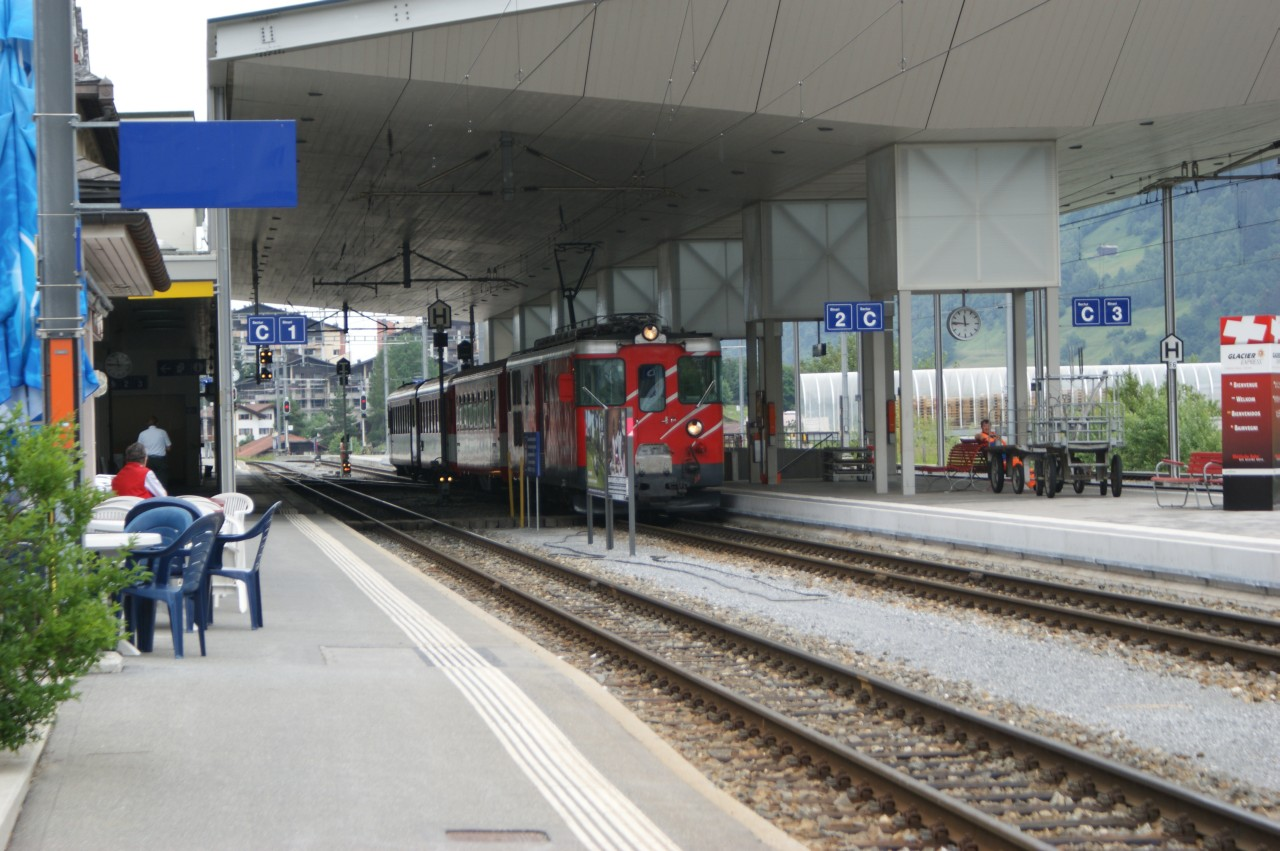
새로운 캐노피 아래의 플랫폼 클로즈업
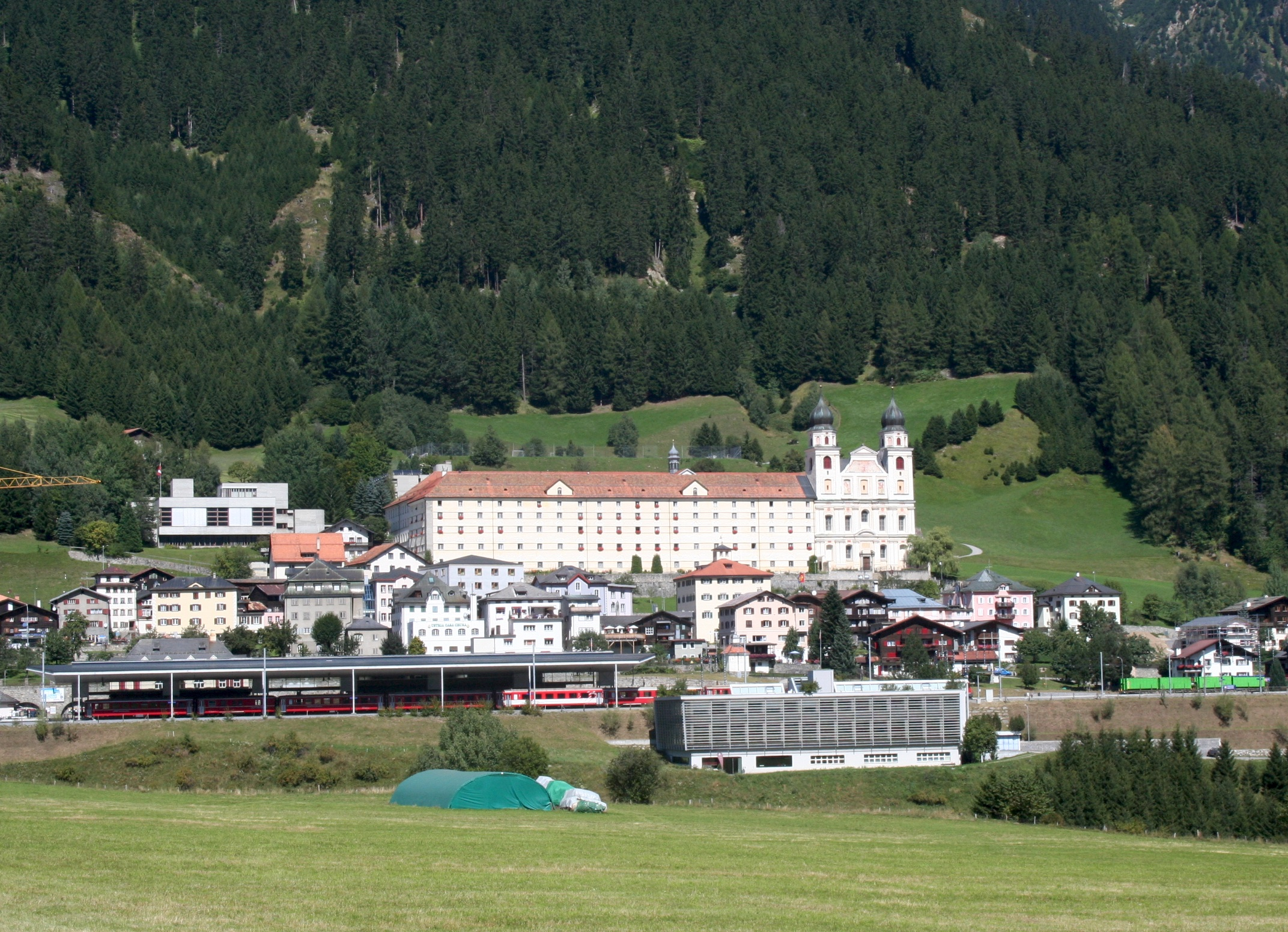
역의 전경